# 巴卢加奥恩
巴卢加奥恩（Balugaon），是印度奥里萨邦Khordha县的一个城镇。总人口15824（2001年）。

## 人口
该地2001年总人口15824人，其中男性8362人，女性7462人；0—6岁人口2142人，其中男1099人，女1043人；识字率66.59%，其中男性为74.60%，女性为57.61%。